# Beresteanka, Borodeanka
Beresteanka (în ucraineană Берестянка) este un sat în comuna Nebrat din raionul Borodeanka, regiunea Kiev, Ucraina.

## Demografie
Componența lingvistică a localității Beresteanka
     Ucraineană (98,78%)
     Alte limbi (0,98%)
Conform recensământului din 2001, majoritatea populației localității Beresteanka era vorbitoare de ucraineană (98,78%), existând în minoritate și vorbitori de alte limbi.